# (31597) Allisonmarie
1999 FP47 (asteroide 31597) é um asteroide da cintura principal. Possui uma excentricidade de 0.08208570 e uma inclinação de 5.99237º.
Este asteroide foi descoberto no dia 20 de março de 1999 por LINEAR em Socorro.